# Фотофізичні процеси
Фотофізи́чні проце́си в фотохімії — всі, крім власне хімічного перетворення, процеси, що відбуваються в речовинах внаслідок дії світла:
- поглинання світла;
- його випромінювання (люмінесценція):
  - флюоресценція,
  - фосфоресценція,
  - уповільнена флюоресценція;
- невипромінювальні процеси:
  - коливальна релаксація збуджених станів,
  - внутрішня конверсія,
  - інтеркомбінаційна конверсія,
  - міжмолекулярний перенос енергії електронного збудження,
  - гасіння люмінесценції внаслідок
    - ефекту важкого атома,
    - спін-орбітальної взаємодії тощо.